# Hargarten-aux-Mines

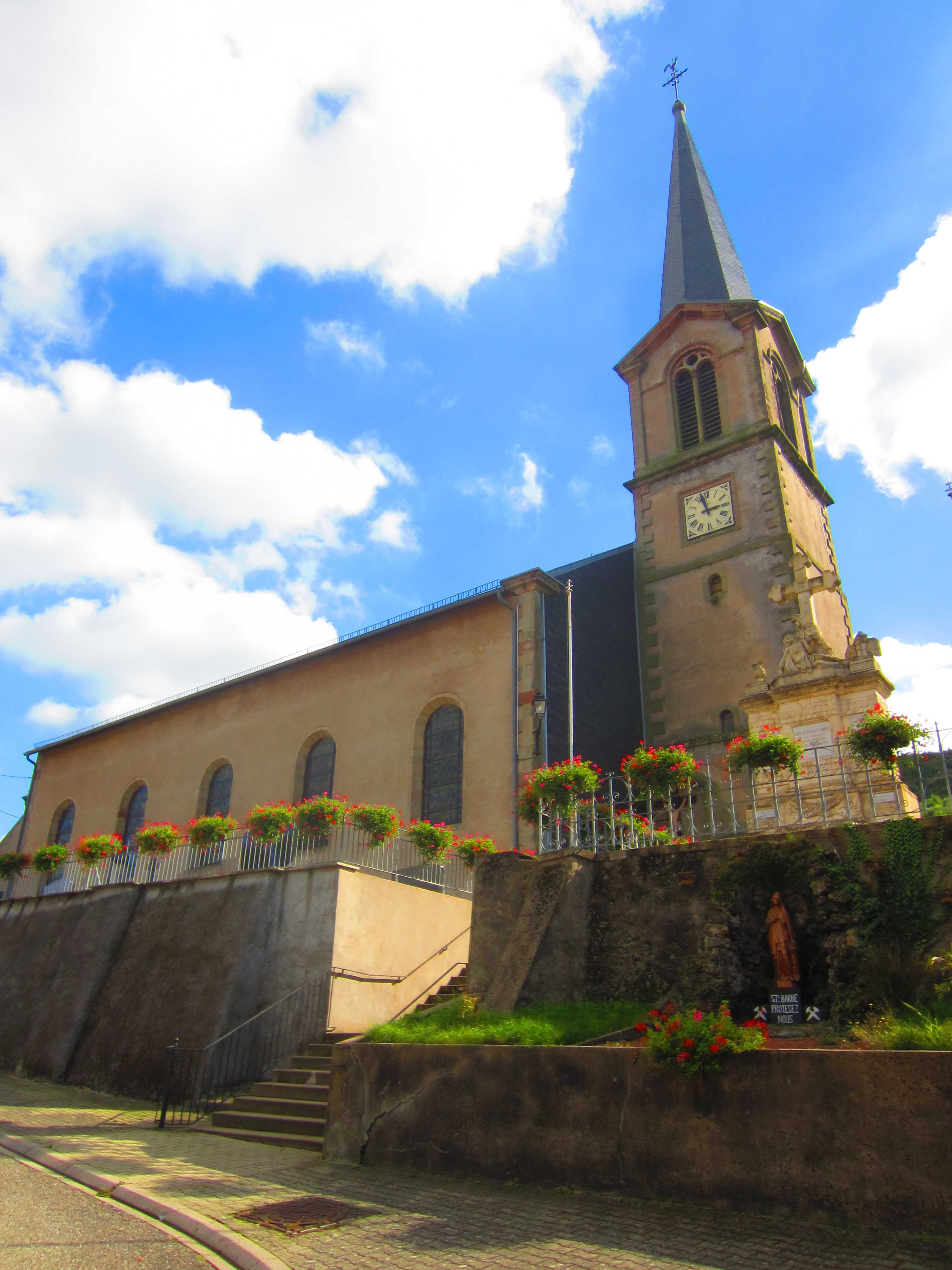
Katholische Kirche St. Michel

Hargarten-aux-Mines (deutsch Hargarten) ist eine französische Gemeinde mit 1083 Einwohnern (Stand 1. Januar 2022) im Département Moselle in der Region Grand Est (bis 2016 Lothringen).

## Geographie
Die Gemeinde liegt in Lothringen im Warndt, 38 Kilometer ostnordöstlich von Metz, elf Kilometer nordöstlich von Boulay-Moselle (Bolchen), elf Kilometer südsüdöstlich von Bouzonville (Busendorf) und sieben Kilometer westnordwestlich von Creutzwald (Kreuzwald) an der Grenze zum Saarland entfernt.

## Geschichte
Ältere Ortsbezeichnungen sind  Hargarda, Hergada (1179),  Hergardin (1355), Hoergarnten (1560), Agnarting (18. Jh.) und  Hangart (1761) sowie Hargarten les Faux (1295).  Die Ortschaft gehörte früher zum Herzogtum Lothringen im Heiligen Römischen Reich. Auf der Gemarkung der Gemeinde sind archäologische Reste aus gallorömischer Zeit gefunden worden; in der Nähe führte einst eine Römerstraße vorbei. Um 1730 war im Ort eine Bleimine, die 1788 zwar außer Betrieb genommen wurde, aber noch nicht erschöpft war.
Durch den Frankfurter Frieden vom 10. Mai 1871 kam das Gebiet an das deutsche Reichsland Elsaß-Lothringen, und das Dorf wurde dem Kreis Bolchen im Bezirk Lothringen zugeordnet. Die Dorfbewohner betrieben Getreidebau und Viehzucht.
Nach dem Ersten Weltkrieg musste die Region aufgrund der Bestimmungen des Versailler Vertrags 1919 an Frankreich abgetreten werden. Im Zweiten Weltkrieg war die Region von der deutschen Wehrmacht besetzt und der Ort stand bis 1944 unter deutscher Verwaltung.

### Bevölkerungsentwicklung
| Jahr      | 1962 | 1968 | 1975 | 1982 | 1990 | 1999 | 2006 | 2019 |
| Einwohner | 1008 | 1015 | 959  | 974  | 1107 | 1128 | 1133 | 1096 |

## Verkehr
Der Bahnhof des Ortes lag an der Bahnstrecke Völklingen–Thionville und hier zweigt die Bahnstrecke Haguenau–Falck-Hargarten ab. In den Zeiten, als die Strecken von den Reichseisenbahnen in Elsaß-Lothringen gebaut wurden, trug der Bahnhof die Bezeichnung Falk-Hargarten, nach 1918 wurde er in Hargarten-Falck umbenannt. Der Streckenast nach Völklingen und Deutschland ist heute stillgelegt. Östlich des Bahnhofs bestand ein Bahnbetriebswerk. Personenverkehr gibt es auf den genannten Strecken im Abschnitt von Hargarten nicht mehr. Die Strecken werden nur noch im Güterverkehr genutzt.

## Sehenswürdigkeiten
- Kirche St. Michel aus dem 18. Jahrhundert (Madonnen-Skulptur Monument historique)